# Saut en hauteur masculin à la Ligue de diamant 2012
Navigation
2011
Le concours du saut en hauteur masculin de la Ligue de diamant 2012 se déroule du 11 mai au 30 août 2012. La compétition fait successivement étape à Doha, Rome, New York, Monaco, Lausanne, Birmingham et Zurich.

## Calendrier
| Date            | Meeting                         | Ville      | Pays        |
| --------------- | ------------------------------- | ---------- | ----------- |
| 11 mai 2012     | Qatar Athletic Super Grand Prix | Doha       | Qatar       |
| 31 mai 2012     | Golden Gala                     | Rome       | Italie      |
| 9 juin 2012     | Meeting de New York             | New York   | États-Unis  |
| 20 juillet 2012 | Meeting Herculis                | Monaco     | Monaco      |
| 23 août 2012    | Athletissima                    | Lausanne   | Suisse      |
| 26 août 2012    | Aviva Birmingham Grand Prix     | Birmingham | Royaume-Uni |
| 30 août 2012    | Weltklasse                      | Zurich     | Suisse      |

## Résultats
| Date | Meeting    | 1er                                      | 1er   | 2e                             | 2e    | 3e                                   | 3e    |
| --- | ---------- | ---------------------------------------- | ----- | ------------------------------ | ----- | ------------------------------------ | ----- |
| 11 mai 2012 | Doha       | Dimítrios Chondrokoúkis 2,32 m (WL)      | 4 pts | Jesse Williams 2,30 m          | 2 pts | Mickaël Hanany 2,30 m                | 1 pt  |
| 31 mai 2012 | Rome       | Robbie Grabarz 2,33 m (WL)               | 4 pts | Trevor Barry 2,31 m (SB)       | 2 pts | Jesse Williams 2,31 m (SB)           | 1 pt  |
| 9 juin 2012 | New York   | Jesse Williams 2,36 m (MR)               | 4 pts | Robbie Grabarz 2,36 m (MR, PB) | 2 pts | Trevor Barry Jamie Nieto 2,31 m (SB) | 1 pt  |
| 20 juillet 2012 | Monaco     | Jesse Williams 2,33 m                    | 4 pts | Robbie Grabarz 2,33 m          | 2 pts | Derek Drouin 2,30 m                  | 1 pt  |
| 23 août 2012 | Lausanne   | Mutaz Essa Barshim 2,39 m (=AR, =WL, MR) | 4 pts | Ivan Ukhov 2,37 m              | 2 pts | Robbie Grabarz 2,37 m (=NR)          | 1 pt  |
| 26 août 2012 | Birmingham | Robbie Grabarz 2,32 m                    | 4 pts | Ivan Ukhov 2,28 m              | 2 pts | Andrey Silnov 2,28 m                 | 1 pt  |
| 30 août 2012 | Zurich     | Ivan Ukhov 2,31 m                        | 8 pts | Robbie Grabarz 2,28 m          | 4 pts | Andrey Silnov 2,25 m                 | 2 pts |
| Records et Performances - AR : Record continental (area record) - CR : Record des championnats (championship record) - MR : Record du meeting (meet record) - NR : Record national (national record) - OR : Record olympique (olympic record) - PR : Record paralympique (paralympic record) - PB : Record personnel (personal best) - SB : Meilleure performance personnelle de la saison (season's best) - WL : Meilleure performance mondiale de l'année (world leader) - WJR : Record du monde junior (world junior record) - WR : Record du monde (world record) Circonstances et Conditions - DNF : N'a pas terminé (did not finish) - DNS : N'a pas pris le départ (did not start) - DQ : Disqualification (disqualification) - NM : Aucun essai valable enregistré (No Mark) - Q : Qualifié « directement » au prochain tour (ou à la prochaine compétition), lors d'une compétition majeure, grâce au classement ou à la réalisation des minima (automatic qualifier) - q : Qualifié au prochain tour (ou à la prochaine compétition), lors d'une compétition majeure, grâce au repêchage ou à la réalisation de l'une des meilleures performances parmi celles des « non qualifiés directement » (grâce au meilleur temps ou à la meilleure distance par exemple) (secondary qualifier) |            |                                          |       |                                |       |                                      |       |

## Classement général
- Classement final[1] :

| Rang | Athlète            | Points |
| ---- | ------------------ | ------ |
| 1    | Robert Grabarz     | 17     |
| 2    | Jesse Williams     | 12     |
| 3    | Ivan Ukhov         | 12     |
| 4    | Mutaz Essa Barshim | 4      |
| 5    | Andrey Silnov      | 3      |
| 6    | Jamie Nieto        | 1      |